# Mikrokosmos
Mikrokosmos (z řec. mikros, malý, a kosmos, svět, vesmír) znamená "svět v malém", v protikladu vůči makrokosmu. Pojem může označovat prostě svět malých rozměrů oproti velikému, ale už u starověkých filosofů vyjadřoval přesvědčení, že "velký svět" se v člověku odráží, a člověk tak představuje "svět v malém", který tomu velkému odpovídá, je s ním v harmonii.

## Filosofie
Člověk jako mikrokosmos či svět v malém se poprvé vyskytuje u Démokrita, představa hlubokých souvislostí a příbuznosti mezi člověkem a světem je však téměř všeobecně rozšířená. Opírá se patrně o zřejmou skutečnost, že člověk na jedné straně ze světa povstává a že z něho žije, na druhé straně svým vědomím a poznáním smyslový svět v sobě odráží a v důsledku toho může také ovládat. Na této představě analogie mezi člověkem jako mikrokosmem a světem jako makrokosmem je založena například astrologie, ale také starověké lékařství. Tak jako má hlava a rozum vládnout člověku, má také člověk vládnout světu a panovník lidské společnosti, která se bez jeho rozumu a soudnosti neobejde. Poznání zákonitostí hvězdného (nebeského) světa představuje vzor pro uspořádání lidské společnosti.
Na starověké filosofy, jako byl Hérakleitos, Démokritos, Platón (dialogy Timaios 41-52; Zákony 896 aj.), stoikové či novoplatonici, přímo navázali myslitelé křesťanského středověku, kteří navíc zdůraznili, že člověk byl stvořen "k obrazu Božímu" (Gn 1, 26 (Kral, ČEP)) a představuje tedy jakýsi most mezi světem a Bohem (svatý Augustin, Jan Scotus Eriugena, Tomáš Akvinský, Mistr Eckhart). Naproti tomu pozdější myslitele až do novověku zajímá opět hlavně analogie mezi člověkem a vesmírem (Mikuláš Kusánský, Paracelsus, Jakob Böhme, Jan Amos Komenský, Gottfried Wilhelm Leibniz, Johann Wolfgang Goethe nebo Ralph Waldo Emerson).
Ve 20. a 21. století se jako mikrokosmos někdy označuje svět elementárních částic a částicové fyziky (mikrosvět).